# 荒瀬豊
荒瀬 豊（あらせ ゆたか、1930年（昭和5年）2月15日 - ）は、日本の社会学者である。

## 経歴・人物
東京府（現在の東京都）の生まれ。東京大学卒業後、1952年（昭和27年）に朝日新聞社に入社する。翌1953年（昭和28年）に退社後は、母校の東京大学内の新聞研究所職員として活動した。
1972年（昭和47年）には同大学の教授となり、同大学退職後は日本女子大学にて社会学の教鞭を執った。同大学勤務中は日高六郎らと共に天皇制イデオロギーや言論統制、マスメディア等の大衆文化の研究に携わった。

## 著書
- 『自由・歴史・メディア－マスコミュニケーション研究の課題』